# Нове Життя (Путивльський район)
Нове́ Життя́ — колишнє село в Україні, у Путивльському районі Сумської області. Підпорядковувалось Руднєвській сільській раді.

## Географічне розташування
Нове Життя знаходилося за 1,5 км від лівого берега річки Клевень та 1,5 км — від правого берега річки Берюшка. Приблизно за 1,5 км знаходяться села Руднєве, Ховзівка та Шулешівка.

## Історія
Станом на 1982 рік в селі проживало 40 людей. Дата ліквідації невідома.